# Поліміктові гірські породи

Середньогалечний конгломерат

Поліміктові гірські породи — гірські породи, представлені уламками багатьох порід/мінералів.
Поліміктовий — той, який складається з багатьох відмінних одна від одної частин, неоднорідний (від дав.-гр. πολύς — численний та μικτός — змішаний).